# صاموئيل أرماس
صموئيل ألكسندر أرماس (بالإنجليزية: Samuel Armas)‏ (ولد في 2 ديسمبر 1999) هو الطفل الذي يظهر في الصورة الشهيرة التي إلتقطها المصور الفوتوغرافي مايكل كلانسي، ويطلق عليها اسم: «يد الأمل» (Hand of Hope) ، وتظهر يدا صموئيل من رحم امه وهي تمسك يد الجراح الذي أجرى عميلة جراحية لإنقاذ حياته وهو لم يتجاوز الواحد والعشرين أسبوعا.

## القصة خلف الصورة
تم التقاط الصورة أثناء إجراء عملية جراحية رائدة لإصلاح خلل في الحبل الشوكي للجنين (السِّنْسِنَةُ المَشْقُوقة) في 19 أغسطس عام 1999. ولم يكن أمام الطبيب جوزيف برونر من خيار سوى إجراء العملية وذلك عن طريق إحداث شق مؤقت للرحم وتجميد السوائل المحيطة بالجنين وإخراجه وإجراء العملية في جسد الجنين الصغير ثم إعادته مرة أخرى لداخل رحم الأم.
جذبت الصورة اهتمام الإعلاميين ومناهضي الإجهاض إذ أنهم رأو دليلا في الصورة أن الجنين ذا الواحد والعشرين أسبوعا حي يتنفس. وبالفعل الصورة والقصة التي دارت خلفها تثبت ذلك والتي رواها المصور مايكل كلانسي نفسه إذ يقول المصور: " حينما كان يسألني الدكتور جوزيف برونر عن سرعة الفيلم التي كنت أستخدمه لالتقاط الصور، رأيت أن الرحم يهتز ولم تكن يد أحد بجانبه. لقد كان يهتز من الداخل. وفجأة، يد كاملة خرجت من الفتحة التي شقها الدكتور ثم عادت مجددا إلى داخل الرحم ولم يتبقى منها سوى كف الجنين الصغير إلى أن ذهب الدكتور وسحب اليد من الداخل والتي ردت عن طريق ضغط إصبع الدكتور. لقد حدث ذلك بسرعة لدرجة أن الممرضة التي كانت بجانبي التفت وقالت "مالذي حدث" فأاخبرتها بما رأت عيني وردت " إنهم يفعلون ذلك طوال الوقت".
في المقابل صرح الدكتور جوزيف برونر بأن الجنين صاموئيل وأمه جولي كانا تحت التخدير ولم يكن باستطاعتهم الحركة. «الطفل لم يمد يده» يقول الدكتور جوزيف ويكمل «ولم يكن يعي مايجري حوله».
و في تصريح آخر قال «واعتمادا على توجهاتك السياسية، هذا صاموئيل إما يمد يده إلى مخلوق بشري آخر أو أنا سحبت يده من الرحم.. وكان ذلك مافعلته»